# اچ‌دی‌ام‌اس ویدبیورنن (اف۳۶۰)
اچ‌دی‌ام‌اس ویدبیورنن (اف۳۶۰) (به انگلیسی: HDMS Hvidbjørnen (F360)) یک کشتی است. این کشتی در سال ۱۹۸۹ ساخته شد.